# Indische Frauen-Cricket-Nationalmannschaft in Sri Lanka in der Saison 2022
Die Tour der indischen Frauen-Cricket-Nationalmannschaft nach Sri Lanka in der Saison 2022 fand vom 23. Juni bis zum 7. Juli 2022 statt. Die internationale Cricket-Tour war Bestandteil der Internationalen Cricket-Saison 2022 und umfasste drei WODIs und drei WTwenty20. Die WODIs waren Teil der ICC Women’s Championship 2022–2025. Indien gewann die WTwenty20-Serie mit 2–1 und die WODI-Serie 3–0.

## Vorgeschichte
Sri Lanka spielte zuvor eine Tour in Pakistan, für Indien war es die erste Tour der Saison. Das letzte Aufeinandertreffen der beiden Mannschaften bei einer Tour fand in der Saison 2018/19 in Sri Lanka statt.

## Stadion
Die folgenden Stadien wurden für die Austragung der Tour ausgewählt.
| Stadion                                            | Stadt    | Kapazität | Spiele       |
| -------------------------------------------------- | -------- | --------- | ------------ |
| Rangiri Dambulla International Stadium             | Dambulla | 16.800    | 1. – 3. WT20 |
| Muttiah Muralitharan International Cricket Stadium | Kandy    | 35.000    | 1. – 3. WODI |

## Kaderlisten
Indien benannte seine Kader am 8. Juni 2022.
Sri Lanka benannte seine Kader am 20. Juni 2022.
| WODI | WODI | WTwenty20 | WTwenty20 |
| Sri Lanka | Indien | Sri Lanka | Indien |
| --- | --- | --- | --- |
| - Chamari Athapaththu (K) - Nilakshi de Silva - Rashmi de Silva - Kavisha Dilhari - Vishmi Gunaratne - Ama Kanchana - Hansima Karunaratne - Achini Kulasuriya - Sugandika Kumari - Harshitha Madavi - Kaushani Nuthyangana - Hasini Perera - Udeshika Prabodhani - Oshadi Ranasinghe - Inoka Ranaweera - Sathya Sandeepani - Anushka Sanjeewani - Tharika Sewwandi - Malsha Shehani | - Harmanpreet Kaur (K) - Smriti Mandhana (VK) - Simran Bahadur - Taniya Bhatia (wk) - Yastika Bhatia (wk) - Harleen Deol - Rajeshwari Gayakwad - Richa Ghosh (wk) - Sabbhineni Meghana - Deepti Sharma - Meghna Singh - Renuka Singh - Pooja Vastrakar - Shafali Verma - Poonam Yadav | - Chamari Athapaththu (K) - Nilakshi de Silva - Rashmi de Silva - Kavisha Dilhari - Vishmi Gunaratne - Ama Kanchana - Hansima Karunaratne - Achini Kulasuriya - Sugandika Kumari - Harshitha Madavi - Kaushani Nuthyangana - Hasini Perera - Udeshika Prabodhani - Oshadi Ranasinghe - Inoka Ranaweera - Sathya Sandeepani - Anushka Sanjeewani - Tharika Sewwandi - Malsha Shehani | - Harmanpreet Kaur (K) - Smriti Mandhana (VK) - Simran Bahadur - Yastika Bhatia (wk) - Rajeshwari Gayakwad - Richa Ghosh (wk) - Sabbhineni Meghana - Jemimah Rodrigues - Deepti Sharma - Meghna Singh - Renuka Singh - Pooja Vastrakar - Shafali Verma - Poonam Yadav - Radha Yadav |

## Women’s Twenty20 International

### Erstes WTwenty20 in Dambulla
| 23. Juni Scorecard | Dambulla | Indien 138-6 (20)          | – | Sri Lanka 104-5 (20) |
|                    |          | Indien gewinnt mit 34 Runs |   |                      |

Indien gewann den Münzwurf und entschied sich als Schlagmannschaft zu beginnen. Als Spielerin des Spiels wurde Jemimah Rodrigues ausgezeichnet.

### Zweites WTwenty20 in Dambulla
| 25. Juni Scorecard | Dambulla | Sri Lanka 125-7 (20)         | – | Indien 127-5 (19.1) |
|                    |          | Indien gewinnt mit 5 Wickets |   |                     |

Sri Lanka gewann den Münzwurf und entschied sich als Schlagmannschaft zu beginnen. Als Spielerin des Spiels wurde Harmanpreet Kaur ausgezeichnet.

### Drittes WTwenty20 in Dambulla
| 27. Juni Scorecard | Dambulla | Indien 138-5 (20)               | – | Sri Lanka 141-3 (17) |
|                    |          | Sri Lanka gewinnt mit 7 Wickets |   |                      |

Indien gewann den Münzwurf und entschied sich als Schlagmannschaft zu beginnen. Als Spielerin des Spiels wurde Chamari Athapaththu ausgezeichnet.

## Women’s One-Day Internationals

### Erstes WODI in Kandy
| 1. Juli Scorecard | Kandy | Sri Lanka 171 (48.2)         | – | Indien 176-6 (38) |
|                   |       | Indien gewinnt mit 4 Wickets |   |                   |

Sri Lanka gewann den Münzwurf und entschied sich als Schlagmannschaft zu beginnen. Als Spielerin des Spiels wurde Deepti Sharma ausgezeichnet.

### Zweites WODI in Kandy
| 4. Juli Scorecard | Kandy | Sri Lanka 173 (50)            | – | Indien 174-0 (25.4) |
|                   |       | Indien gewinnt mit 10 Wickets |   |                     |

Indien gewann den Münzwurf und entschied sich als Feldmannschaft zu beginnen. Als Spielerin des Spiels wurde Renuka Singh ausgezeichnet.

### Drittes WODI in Kandy
| 7. Juli Scorecard | Kandy | Indien 255-9 (50)          | – | Sri Lanka 216 (47.3) |
|                   |       | Indien gewinnt mit 39 Runs |   |                      |

Sri Lanka gewann den Münzwurf und entschied sich als Feldmannschaft zu beginnen. Als Spielerin des Spiels wurde Harmanpreet Kaur ausgezeichnet.

## Auszeichnungen

### Player of the Series
Als Player of the Series wurden der folgende Spieler ausgezeichnet.
| Serie | Player of the Series |
| ----- | -------------------- |
| WODI  | Harmanpreet Kaur     |
| WT20  | Harmanpreet Kaur     |

### Player of the Match
Als Player of the Match wurden die folgenden Spielerinnen ausgezeichnet.
| Spiel   | Player of the Match |
| ------- | ------------------- |
| 1. WODI | Deepti Sharma       |
| 2. WODI | Renuka Singh        |
| 3. WODI | Harmanpreet Kaur    |
| 1. WT20 | Jemimah Rodrigues   |
| 2. WT20 | Harmanpreet Kaur    |
| 3. WT20 | Chamari Athapaththu |